# Henriette Davin

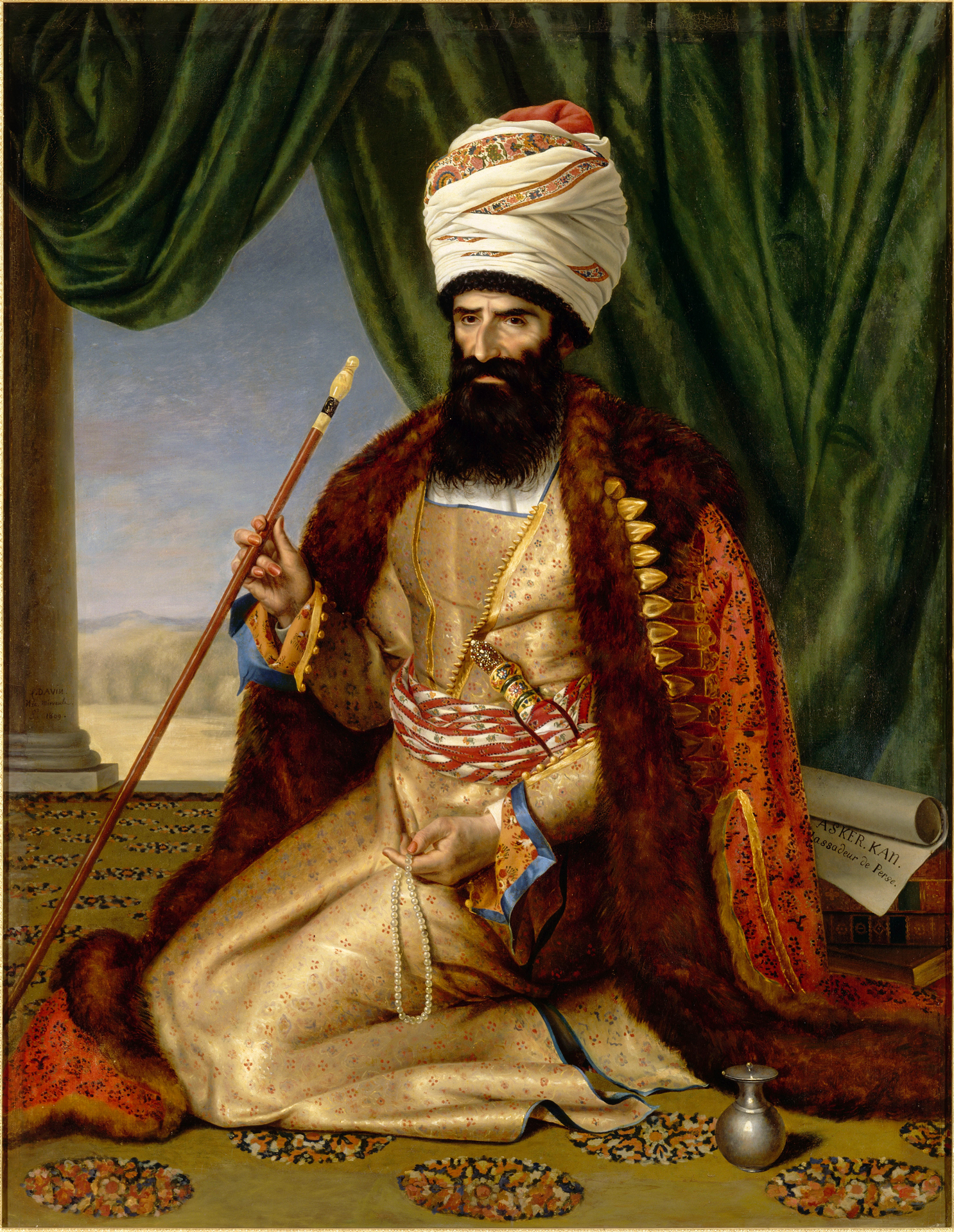
Asker-Khan, Ambassador von Persien, 1809

Henriette Césarine Flore Davin (eigentlich Henriette Césarine Flore Mirvault; * 3. Juni 1773 in Paris; † 25. November 1844 ebenda) war eine französische Miniaturmalerin.
Henriette Davin war eine Schülerin von Joseph-Benoît Suvée, Jacques-Louis David und Jacques Augustin. Im Jahr 1798 fand Davins erste Ausstellung im Salon de Paris statt, an dem sie sich in der Folge bis 1822 regelmäßig beteiligte. Henriette Davin leitete eine gut besuchte Malschule.
- 1804 Silbermedaille des Salon de Paris
- 1814 Goldmedaille des Salon de Paris[2]